# Хмільовський Владислав Вікторович
Владислав Вікторович Хмільовський — солдат Збройних Сил України, учасник російсько-української війни, що загинув у ході російського вторгнення в Україну в 2022 році.

## Життєпис
Народився 28 червня 2003 року.
Загинув 26 лютого 2022 року в боях з агресором в ході відбиття російського вторгнення в Україну.

## Нагороди
- орден «За мужність» III ступеня (2022, посмертно) — за особисту мужність і самовіддані дії, виявлені у захисті державного суверенітету та територіальної цілісності України, вірність військовій присязі.